# Євген Ботезат
Євген Ботезат (* 15 березня 1871, с. Тереблече (Буковина), Австро-Угорська імперія — † 1964, місце смерті і поховання невідомі) — доктор біології та філософії, професор, член-кореспондент Румунської академії, член-кореспондент Паризького товариства біологів [джерело не вказане 2311 днів], ректор Чернівецького університету в 1922/23 навчальному році

## Біографія
Навчання починав у початковій школі рідного села, а закінчив отримання середньої освіти у м. Серет.
Вищу освіту здобув на філософському факультеті Чернівецького університету.
В 1897 році здобув вчений ступінь доктора біології, а в 1898 році — доктора філософії.
Професійну діяльність розпочав викладачем Чернівецької нормальної школи.
У 1904 році зробив відкриття у біології — дослідив і встановив наявність органів смаку у птахів.
Викладацьку діяльність продовжив у Чернівецькому університеті.
На 1922—1923 навчальний рік був обраний ректором Чернівецького університету.
Член-кореспондент Румунської академії (1913), член-кореспондент Паризького товариства біологів (1908)[джерело не вказане 2311 днів].
У 1948 році під час чистки виключений з Румунської Академії. У 1990 виключення визнано недійсним (посмертно).
Помер Євген Ботезат у 1964 році.

## Наукові досягнення
Найвідоміші праці Євгена Ботезата: «Die Nervenendigungen an den Tasthaaren der Säugetieren»; «Geschmacksorgane und andere nervoze Handapparate im Schnabel der Vögel»; 
«Біологічне значення пташиного співу» (Insemnătatea biologică a cântecului păsărilor). 
«Походження та філогенетична еволюція волосся у ссавців» (Rev. St. Adamachi, Iasi, 1914); «Philogenenese des Hoares der Saugetiere» (Anat. Fnz., 47 Bd., 1914). 
«Проблема походження волосся у ссавців» (Ювілейний том «Gr. Antipa», сторінки 93-100, Бухарест, 1938). 
"Мисливство, фактор культури і цивілізації" („Vânătoarea, factor de cultură şi civilizaţie”, Editura Bucovina, Bucureşti, 1942).